# Clement Bittremieux
Clement (Clem) Bittremieux (Nieuwpoort, 11 januari 1920 - Herent, 23 april 2003) was een Vlaams letterkundige. Hij was jarenlang redacteur van literair tijdschrift Tirade.
Bittremieux was de bezorger van de verzamelde werken van P.N. van Eyck (Uitgeverij G.A. van Oorschot, 1958-1964) en Arthur van Schendel (Meulenhoff, 1976-1978).

## Publicaties (selectie)
- 1947 Hedendaagsche dichters. P.N. van Eyck (Standaard-Boekhandel, Antwerpen)
- 1956 De dichter Jan van Nijlen: een commentaar (Van Oorschot, Amsterdam)